# 網絲蛺蝶
網絲蛺蝶（學名：Cyrestis thyodamas）也稱地圖蝶、石崖蝶、石牆蝶、石垣蝶、崖胥，是絲蛺蝶屬中的一種蝴蝶。

## 描述
本種為中型蛺蝶，雌雄外觀相近，雌蝶前足具爪、有分節、無毛。雄蝶頭黑褐色，頭頂有白條，複眼後緣白色；觸角黑褐色，末端略膨，側面有白條紋。下唇鬚前伸，背面黑褐混黃、腹面白色。胸背黑褐具白條，腹面白；頸板長，有白紋。足白色，雄蝶前足跗節癒合、刺狀並具毛。腹背黑褐，具橙色或白色條紋，腹面白色。
前翅長26-34 mm，外型近直角三角形，臀區凹陷，前緣凸、外緣略呈波狀；後翅略呈三角形，前緣末端凹入，M3脈末端具角狀尾突，臀區有明顯葉狀突。翅背面底色白或乳黃，布滿黑褐色細紋，並有藍、紅赭、黃褐等色彩組成的圖案，前翅近翅頂及後翅外緣有變化多端的黑色斑紋，臀區葉狀突花紋複雜。腹面斑紋略淡但近似，緣毛以白色為主，混有褐或橙色。
體背前段白色，後段淺橙，具三條黑褐縱線；腹面白色。翅面紋路細緻，斑紋與色彩變化豐富。

## 分布
本種分布於中國華南、華東、華西、喜馬拉雅山區、阿富汗、印度、中南半島、日本與台灣。台灣地區廣泛分布於本島中低海拔地區。

## 生態習性
棲息於常綠闊葉林、海岸林及都市綠地，一年多代，全年可見。成蝶飛行輕快，喜採花蜜、吸食腐果與水分，停歇時會將翅膀平展。幼蟲以多種桑科榕屬植物為食，如正榕、薜荔、珍珠蓮、白肉榕、大葉雀榕、天仙果、澀葉榕、島榕、山豬枷、菲律賓榕、假枇杷等。。

## 圖片

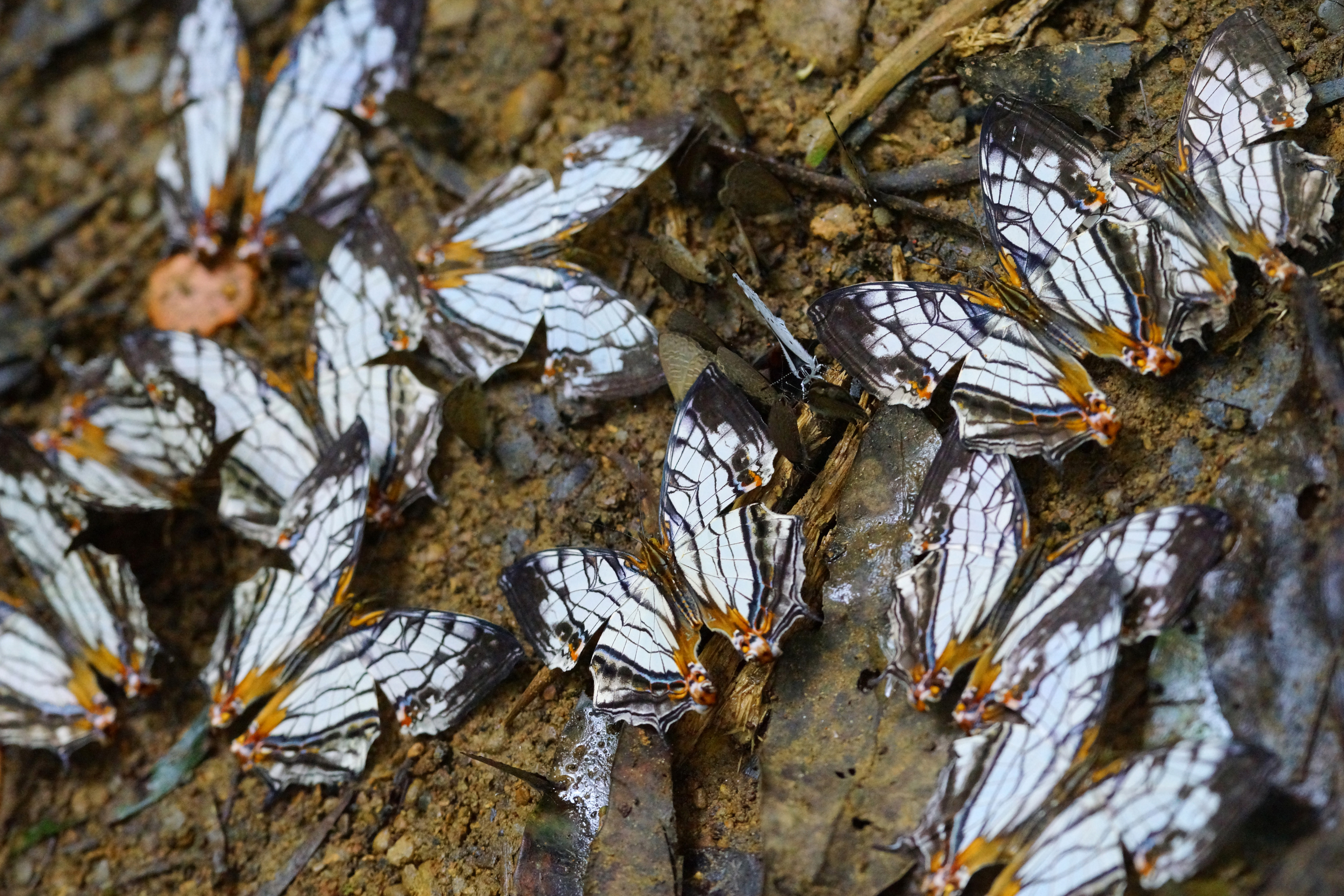
成蝶群聚於地面吸水
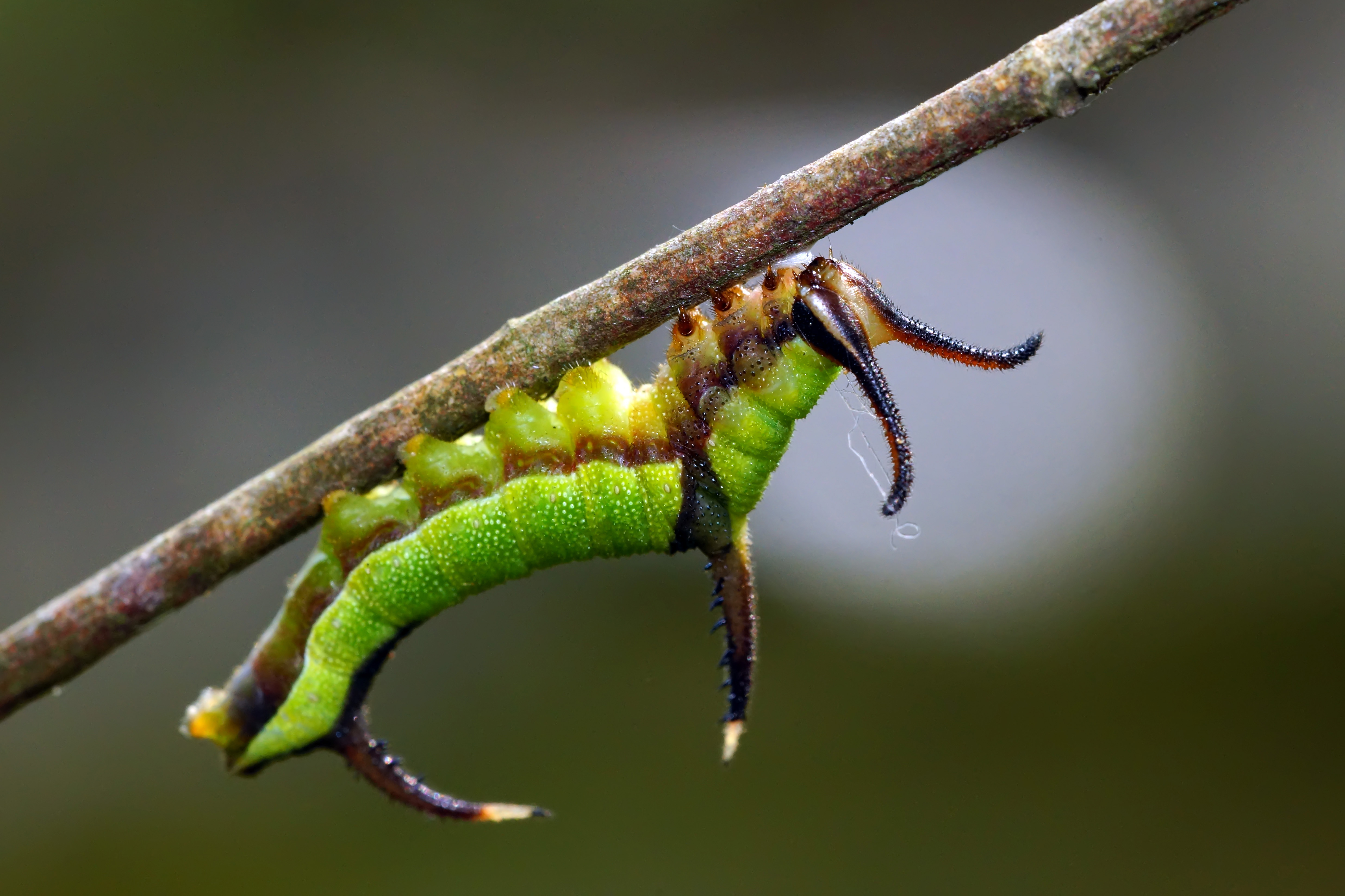
幼蟲
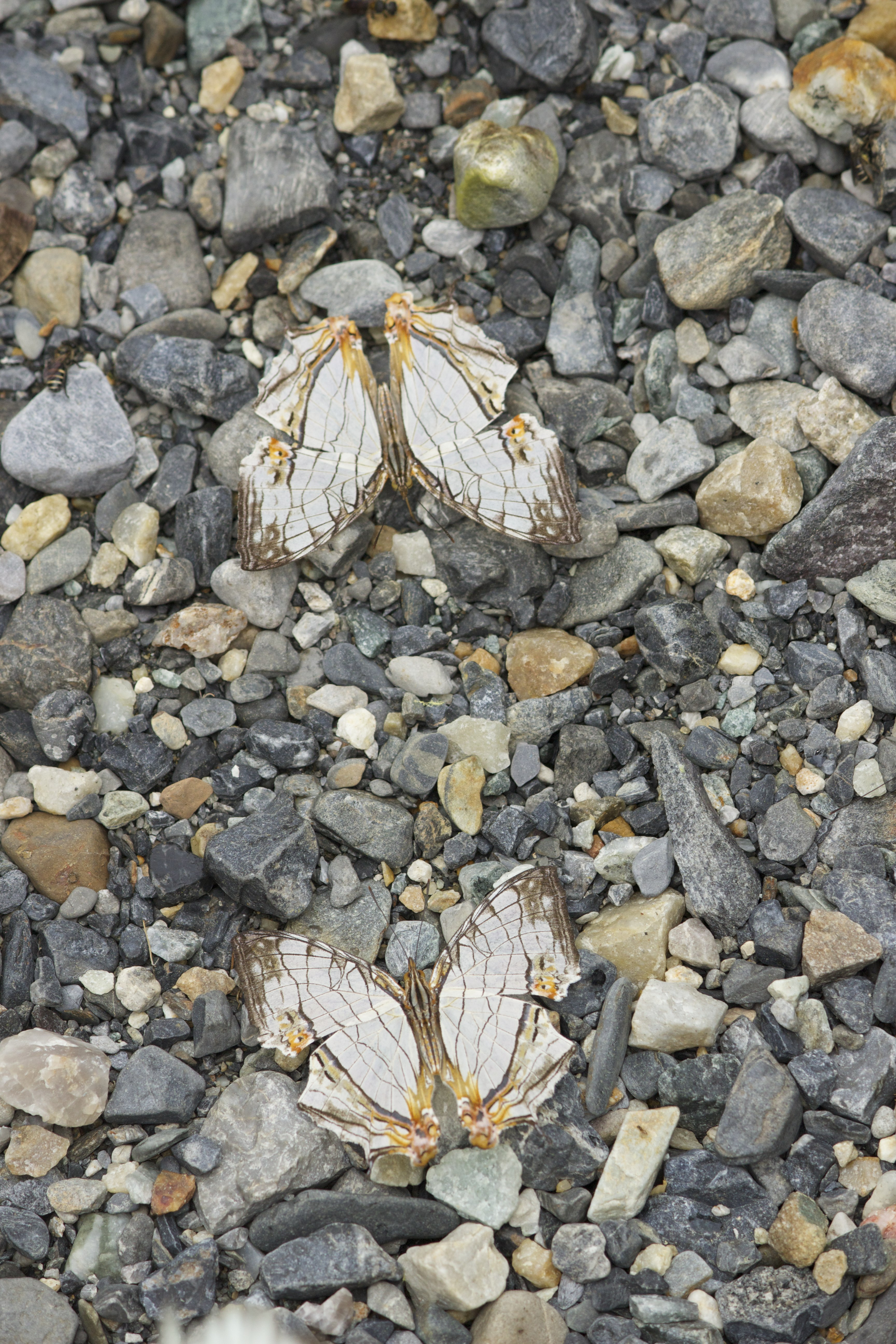

## 資料來源
1. 1 2  徐堉峰，梁家源，黃智偉，沈宗諭. . 農業部林業及自然保育署. 2021/12. ISBN 9786267100523.
2. 1 2  徐堉峰. . 台中市: 晨星出版社. 2013. ISBN 978-986-177-668-2.

## 外部連結
- 维基共享资源上的相關多媒體資源：網絲蛺蝶